# Coven
Coven är en grupp wiccaner som träffas och firar de wiccanska högtiderna. Det är en wiccansk motsvarighet till kristna kyrkors församlingar. Ordet används även om en klan av häxor och vampyrer.